# Hwang Jung-eum
Dans ce nom coréen, le nom de famille, Hwang, précède le nom personnel.
Hwang Jung-eum (hangul : 황정음), née le 25 janvier 1985 à Séoul, est une actrice et chanteuse sud-coréenne, ancienne membre du girl group Sugar (2001-2004).

## Biographie

### Jeunesse et études
Hwang Jung-eum est née le 25 janvier 1985 à Séoul en Corée du Sud, dans une fratrie composée de deux frères et d'une sœur plus âgée. Elle a été plus tard diplômée de l'université de Suwon. 

### Carrière Solo
Hwang Jung-eum a commencé sa carrière en tant que chanteuse principale du groupe pop Sugar alors qu'elle n'avait seulement que 16 ans Trois ans plus tard, elle quitte le groupe pour poursuivre une carrière solo et devient l'invitée de l'émission de variétés Love Letters pendant quelques années, avant de faire ses débuts d'actrice narrative dans la série télévisée The Person I Love en 2007. Elle continue à apparaître dans un certain nombre d'émissions de télévision, mais c'est la sitcom de 2009 High Kick Through the Roof qui l'a présentée à un public plus large en tant qu'étudiante courageuse mais maladroite. C'est également l'année où elle fait ses débuts sur grand écran, apparaissant dans le drame indépendant Wish, présenté en première en octobre au Festival international du film de Busan. Alors que son étoile grandissait grâce à ses rôles d'animatrices d'émissions de variétés ou dans des séries télévisées populaires, elle a atterri au numéro 1. 18ème sur la liste Forbes 2011 des 40 meilleures célébrités, ainsi que sur un certain nombre d'autres listes. En 2010, elle est également apparue comme l'un des protagonistes de la suite d'horreur Death Bell 2: Bloody Camp. Les années suivantes ont fait d'elle l'une des personnes les mieux rémunérées du monde du petit écran et elle apparaîtra ensuite sur le grand écran en 2015, lorsqu'elle assumera le rôle principal dans la comédie dramatique indépendante My Sister, the Pig Lady, Incarnant une agricultrice cherchant à courtiser le seul célibataire de son île. Le film a fait ses débuts au Festival des films du monde de Montréal et a remporté le Grand Prix du Festival du film asiatique d'Osaka.

### Vie privée

#### Hwang Jung-eum et Kim Yong-jun du SG Wannabe
En 2005, Hwang Jung-eum et Kim Yong-jun du SG Wannabe entament une relation amoureuse lorsqu’ils se sont rencontrés lors de l’enregistrement du clip vidéo de SG Wannabe intitulé Le coffre au trésor de mon coeur Hwang Jung Eum avait un rôle de premier plan. Le couple a confirmé son statut relationnel au début de 2008, mais après une longue période de neuf ans, la nouvelle de leur rupture a été annoncée par l'agence de presse Yonhap le 15 mai 2015, après que Hwang eut terminé le tournage du film. Tue-moi, guéris-moi.

#### Hwang Jung Eum et le golfeur professionnel Lee Young-don
Le 8 décembre 2015, la publication d'une agence a confirmé une relation entre Hwang Jung Eum et le golfeur professionnel Lee Young-don. Après avoir confirmé le statut de leur couple, le couple de célébrités a annoncé son mariage le mois suivant. C’était tout juste après cinq mois de relation.
Hwang qui avait été occupé avec le mariage les préparatifs ont avoué que ce qui l’attirait pour son épouse, c’était son apparence, mais au fur et à mesure qu’elle le connaissait mieux, elle s’aperçut que, malgré ses regards cinglants, le morceau avait un cœur en or et donnait tout le respect qu’ils méritaient. Selon Hwang, elle était accrochée et ne pouvait pas attendre pour passer éternellement avec ce mec génial.
Le mariage tant attendu a eu lieu le 26 février 2016 et fidèle aux attentes, le mariage qui a eu lieu à l'hôtel Shilla était une affaire glamour avec de belles décorations et une liste d'invités de plus de 700 personnes qui ont honoré l'occasion.
L'année suivante (février 2017), la nouvelle a été confirmée que l’actrice était enceinte de quatre mois et, précisément, le 15 août 2017, le couple a accueilli son premier enfant. L'actrice a l'intention de revenir à jouer après l'accouchement ; pour elle, le plateau de tournage est un endroit pour s'amuser.
Hwang Jung Eum et son compagnon semblent vivre dans un monde qui leur est propre, sans être touchés par la réalité qui les entoure. En réalité, Coeur écarlate: RyeoL’épisode 16 a effectivement été retardé parce que les tourtereaux regardaient un match de baseball ensemble. Ils ont été filmés et filmés. Hwang s’est penché sur l’épaule de son mari, l’écoutant parler du jeu et lui donnant des baisers occasionnels sur la joue pendant qu’elle lui caresse le visage de façon suggestive. 
Ils se sépareront trois ans plus tard.

## Filmographie

### Cinéma
- My Sister, the Pig Lady - 돼지 같은 여자 (2015)
- Death Bell 2 : Bloody Camps - 고死 두 번째 이야기 : 교생실습 (2010)
- Wish - 바람 (2009)
- The Relation of Face, Mind and Love - 내 눈에 콩깍지 (2009)

### Séries télévisées
- 2008 : East of Eden : Kim So-jung (GMA Network)
- 2009 : High Kick Through The Roof : Hwang Jung-eum (MBC)
- 2010 : Giant : Lee Mi-joo/Cha Soo-jung
- 2011 : Can You Hear My Heart : Bong Woo-ri (MBC)
- 2013 : Secret Love : Kang Yoo-jung (KSB2)
- 2014 : Endless Love : Kang Yoo-jung (KSB2)
- 2015 : Kill Me, Heal Me : Oh Ri-jin (MBC)
- 2015 : She Was Pretty : Kim Hye-jin (MBD)
- 2016 : Lucky Romance : Shim Bo-nui
- 2020 : Mystic Pop-up Bar : Weol-ju adulte (JTBC)

## Récompenses
- 2010 : Meilleure actrice de télévision aux Baeksang Arts Awards pour son rôle dans High Kick Through The Roof
- 2016 : Meilleure actrice de télévision aux Baeksang Arts Awards pour son rôle dans She Was Pretty